# Felsővadász
Felsővadász ist eine ungarische Gemeinde im Kreis Szikszó im Komitat Borsod-Abaúj-Zemplén.

## Geografische Lage
Felsővadász liegt in Nordungarn, 31 Kilometer nordöstlich des Komitatssitzes Miskolc und 19 Kilometer nördlich der Kreisstadt Szikszó. Nachbargemeinden sind das drei Kilometer nördlich gelegene Gadna und das vier Kilometer südlich gelegene Kupa.

## Sehenswürdigkeiten
- 1848er-Denkmal
- Griechisch-katholische Kirche Istenszülő születése, erbaut 1864, Barock
- Römisch-katholische Kirche Szent József, erbaut 1863, Barock
- Schloss Rákóczi (Rákóczi-kastély)

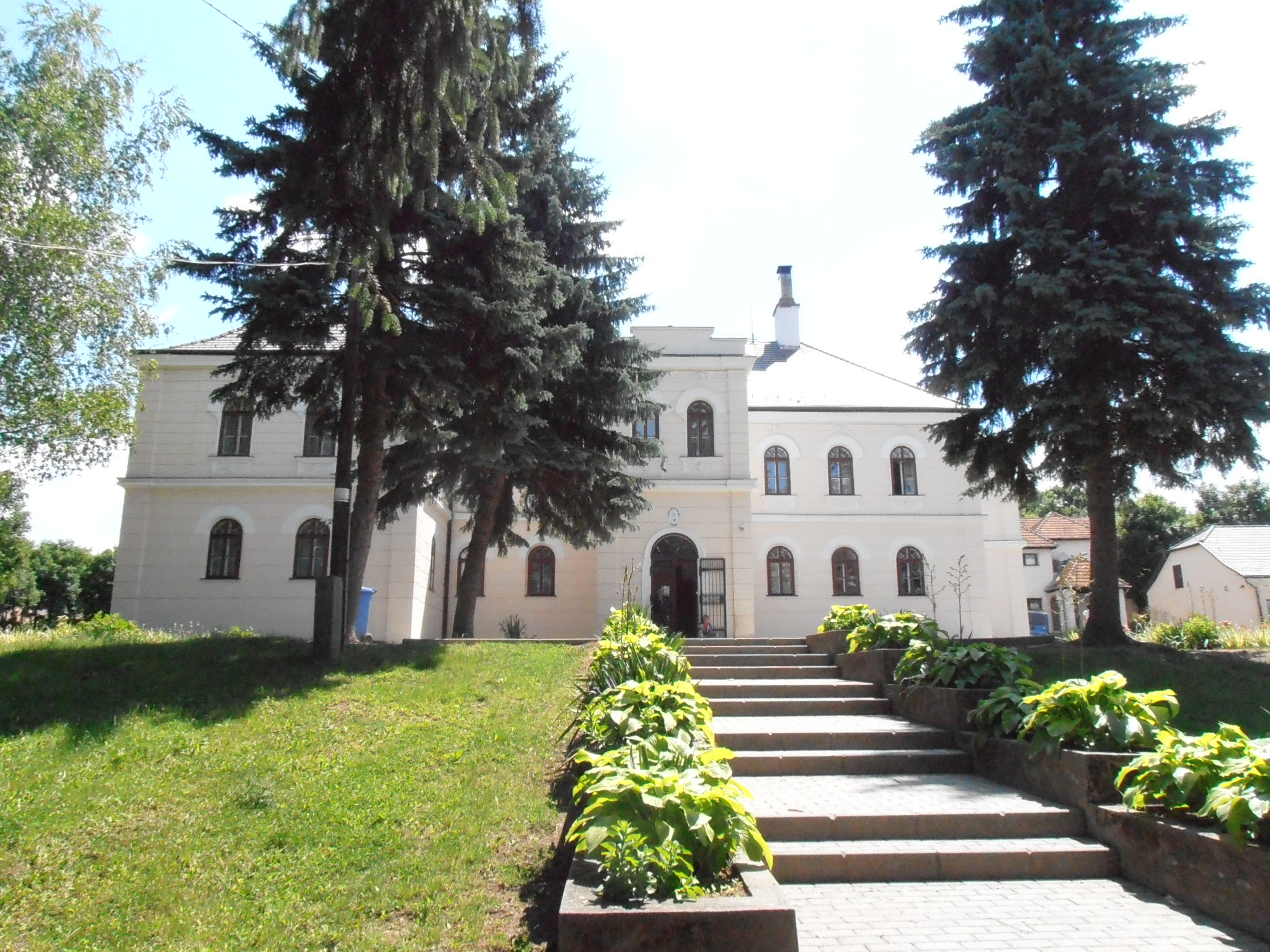
Schloss Rákóczi
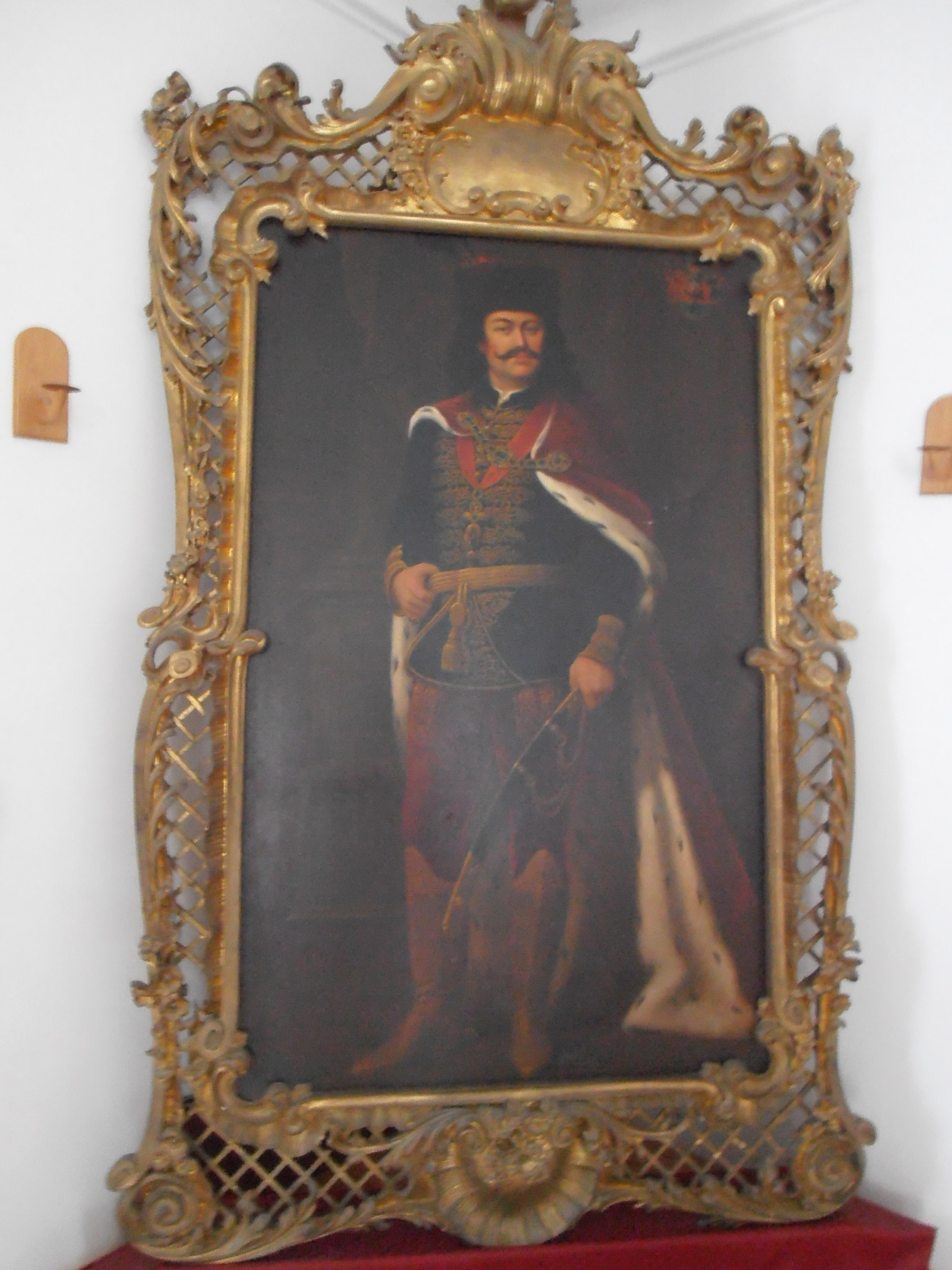
Porträt von Ferenc Rákóczi im Schloss
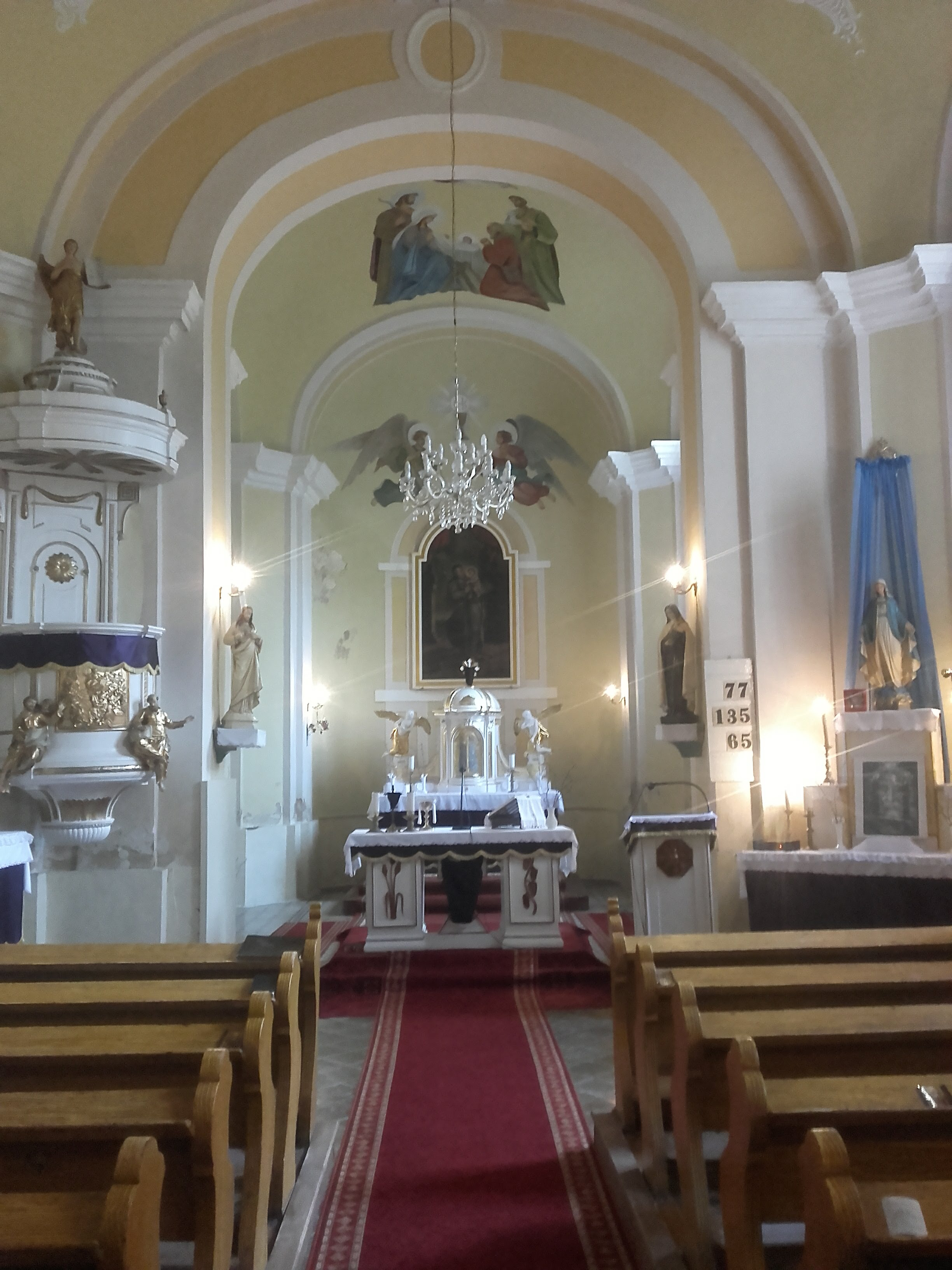
Innenraum der röm.-kath. Kirche Szent József

## Verkehr
Felsővadász liegt an der Landstraße Nr. 2621 zwischen Gadna und Kupa. Es bestehen Busverbindungen über Kupa, Homrogd und Alsóvadász nach Szikszó sowie nach Szanticska. Der nächstgelegene Bahnhof befindet sich in Szikszó.